# 1908년 하계 올림픽 사격 남자 50yd 자유 권총
1908년 하계 올림픽 사격 남자 50yd 자유 권총 1908년 하계 올림픽 사격의 15개 세부종목 중 하나로, 1908년 7월 11일 비즐리 소총사격장에서 열렸다.
총 7개국 28명의 선수가 참가하였으며, 한 국가당 최대 12명까지 출전할 수 있었다. 벨기에의 파울 판아스브룩이 금메달을, 레지날 스토름이 은메달을 차지하였다. 벨기에의 자유권총 종목 메달 획득은 이번이 처음이다. 미국의 제임스 고맨이 동메달을 획득하였는데, 경기 당시 과녁에 1발을 더 맞혔다고 주장하였으나 받아들여지지 않았다.

## 배경
오늘날 남자 ISSF 50m 권총이라 불리는 종목의 역대 세번째 대회였다. 1896년부터 1920년까지, 1936년부터 2016년까지 매 대회마다 치러졌으며 1968년부터 1980년까지 여자 종목도 병행해서 열렸다. 1896년 대회 (30m)과 1908년 대회 (50야드)를 제외하면 모든 대회에서 50m를 기준으로 열렸다.
영국과 스웨덴이 처음으로 출전하였으며 벨기에, 프랑스, 그리스, 네덜란드, 미국은 이번이 두번째 출전이었다.

## 경기 방식
각 선수는 50야드 거리에서 직경 50cm의 원형 과녁을 향해 6발씩 10번, 총 60발을 쏘아 점수를 얻는 방식으로 진행되었다. 과녁은 한칸당 1점씩 최대점수 10점까지의 점수가 표시되어 있었으며 한 선수당 얻을 수 있는 만점은 600점이었다. 일반권총이나 연발권총이라면 어떤 규격이든 사용이 허가되었으나 과녁 겨냥 시 본인의 시각에만 의존하도록 제한하였다. 탄약 역시 금속제라면 어떤 것이든 허용되었다.

## 기록
경기 전 올림픽 기록은 다음과 같다. 세계 기록은 관련 자료가 없다.
| 유형 | 선수              | 기록  | 장소        | 날짜           |
| ---- | ----------------- | ----- | ----------- | -------------- |
|      | -                 | -     | -           | -              |
|      | 카를 뢰더러 (SUI) | 503점 | 프랑스 파리 | 1900년 8월 1일 |

## 일정
경기 일정은 다음과 같았다.
| 날짜                   | 경기   |
| ---------------------- | ------ |
| 1908년 7월 10일 금요일 | 결승전 |

## 경기 결과
| 순위 | 선수                      | 국가     | 점수 |
| ---- | ------------------------- | -------- | ---- |
| 1    | 파울 판아스브룩           | 벨기에   | 490  |
| 2    | 레지날 스토름             | 벨기에   | 487  |
| 3    | 제임스 고맨               | 미국     | 485  |
| 4    | 찰스 액스텔               | 미국     | 480  |
| 5    | 제시 월링퍼드             | 영국     | 467  |
| 6    | 앙드레 바르비야           | 프랑스   | 466  |
| 7    | 윌리엄 엘리콧             | 영국     | 458  |
| 8    | 어빙 칼킨스               | 미국     | 457  |
| 9    | 존 디츠                   | 미국     | 455  |
| 10   | 앙드레 르고               | 프랑스   | 451  |
| 11   | 제프리 콜스               | 영국     | 449  |
| 12   | 야코프 판데르콥           | 네덜란드 | 447  |
| 13   | 헨리 린치 스톤턴          | 영국     | 443  |
| 14   | 윌리엄 러셀 레인조인트    | 영국     | 442  |
| 15   | 르네 앙글베르             | 벨기에   | 441  |
| 16   | 윌리엄 뉴턴               | 영국     | 440  |
| 17   | 레옹 모로                 | 프랑스   | 438  |
| 18   | 프란스알베르트 샤르타우   | 스웨덴   | 436  |
| 19   | 토머스 르부틸리에         | 미국     | 436  |
| 20   | 빌헬름 칼베리             | 스웨덴   | 432  |
| 21   | 레지놀드 세이어           | 미국     | 430  |
| 22   | 장 데파시오               | 프랑스   | 427  |
| 23   | 찰스 위어그맨             | 영국     | 425  |
| 24   | 핏 텐브뤼헌 카터          | 네덜란드 | 421  |
| 25   | 프랑기스코스 마브롬마티스 | 그리스   | 419  |
| 26   | 알렉산드로스 테오필라키스 | 그리스   | 409  |
| 27   | 요한 휘브너 본 홀스트     | 스웨덴   | 408  |
| 28   | 피터 존스                 | 영국     | 407  |
| 29   | 요아니스 테오필라키스     | 그리스   | 406  |
| 30   | 레옹 레키예르             | 프랑스   | 401  |
| 31   | J. 넬슨 피버              | 영국     | 399  |
| 32   | 데프칼리온 레디아디스     | 그리스   | 397  |
| 33   | 에리크 칼베리             | 스웨덴   | 396  |
| 34   | 모리스 로비옹 뒤 퐁       | 프랑스   | 391  |
| 35   | 오토 본 로센              | 스웨덴   | 386  |
| 36   | 장 드 블레쿠르            | 네덜란드 | 381  |
| 37   | 자크 팽샤르               | 벨기에   | 372  |
| 38   | 월터 W. 위넌스            | 미국     | 368  |
| 39   | 헨리 먼데이               | 영국     | 358  |
| 40   | 헤라르트 판덴베르흐       | 네덜란드 | 343  |
| 41   | 크리스티안 브로스         | 네덜란드 | 337  |
| 42   | 존 배시퍼드               | 영국     | 329  |
| 43   | 안토니 더헤이             | 네덜란드 | 226  |